# 柯蒂斯飞机与发动机公司
柯蒂斯飞机与发动机公司（又譯寇帝斯飞机与发动机公司）是一家美国飞机制造上市公司，由其總裁格伦·柯蒂斯于1916年创建。在第一次世界大战期间，柯蒂斯飞机与发动机公司是世界上最大的飞机制造商。
1916年格伦·柯蒂斯在纽约布法罗开始制造飞机，同时开设飞行员驾校。中国最早的17名飞行员在这里毕业，其中包括孙中山封的中国空军之父杨仙逸，作为夏威夷富商的儿子杨仙逸以第一个夏威夷飞行员被当时新闻报道。
格伦·柯蒂斯是西纽约州人，自学成才制作动力自行车，成为当时世界上最快的人，后来加入亚历山大·贝尔领导的飞机研发团队，贝尔去世团队失败而终之后，格伦·柯蒂斯独立研发出水上飞机，在西纽约老家有格伦·柯蒂斯博物馆，是现在水上飞机爱好者的乐园。
1920年代至1930年代，該公司是全美最大的飛機製造商，在柯蒂斯離開公司後，其成為柯蒂斯-萊特公司的一部分。

## 歷史
Glenn Curtiss於1907年幫助創立了Aerial Experimental Association並在1909年3月20日與Augustus Moore Herring 一起建立了第一家美國飛機公司——Herring-Curtiss Company。公司於1910年改名為 Curtiss Aeroplane Company。

### 柯蒂斯飛机与發動机公司（Curtiss Aeroplane and Motor Company）

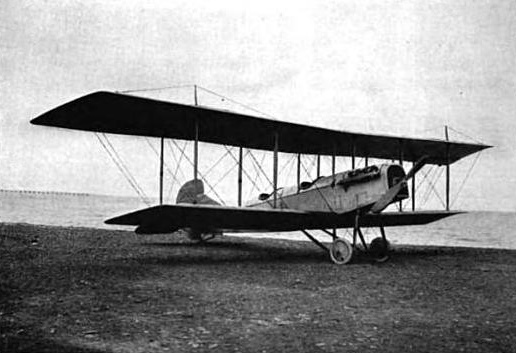

柯蒂斯飛机与發動机公司是由Curtiss Aeroplane Company of Hammondsport, New York及Curtiss Motor Company of Bath, New York於1916年1月13日合併而來。1916年2月Burgess Company of Marblehead, Massachusetts也成為公司的子公司。

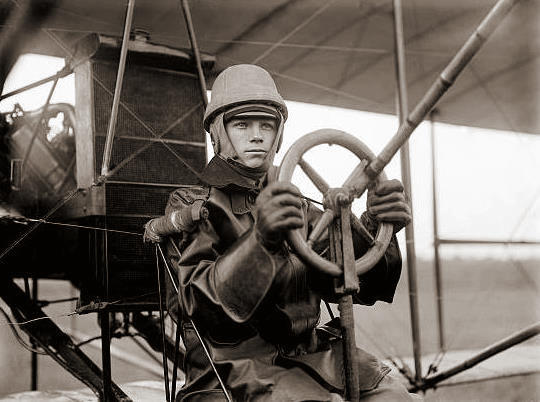
柯蒂斯軍用飛機在測試中，攝於College Park, Maryland circa 1912

柯蒂斯通過訓練飛行員並提供飛機開展了美國海軍航空業務。第一單主要的合同是為其製造144架Model F水上教練機的衍生型。1914年寇帝斯引進了來自於Sopwith公司的B. Douglas Thomas設計了Model J教練機，這就是後來的JN-4。 由於一戰的開始，軍用合同急速增長，柯蒂斯也需要快速擴張。1916年公司將總部及大部分製造工序都搬遷至紐約州的布法罗，在那裡有更便捷的運輸、人力、製造業，而且還有公司急需的資本。公司在多倫多、安大略開始了產品及教練的配套經營，1915年，公司在加拿大開辦了第一個飛行學校。
柯蒂斯飛机与發動机公司與英國及加拿大合作。当时其最著名的产品JN4型双座双翼飞机就是在加拿大製造而在英格蘭大量用作教練機。為了完成Curtiss Jenny双座双翼教練飞机的大量軍方合約。生產被分給多達5個其他的製造商。HS-2L水上飛機在戰爭中被廣泛地用於反潛巡邏。為了完成合約，其主要部件分散在加拿大的新斯科舍、法國和葡萄牙生產。 皇家海軍也與寇帝斯合作製造水上飛機，尤其表現在1919年柯蒂斯公司制造的NC-4型水上飞机完成了第一次跨大西洋飞行上。柯蒂斯飛机与發動机公司在一戰期間成為了世界上最大的飛機製造商。它在布法罗有18000名雇员，在格伦·柯蒂斯盛产葡萄酒的家乡Hammondsport有3000名雇员。在第一次世界大战期间，柯蒂斯公司共生产了10000架飞机，最多的一个星期制造了超过一百架的飞机。
和平的到來帶來了戰時合同的取消，1920年9月柯蒂斯飛机与發動机公司遭遇了財務重組，Glenn Curtiss兌現了其在公司裡的股份，合三千兩佰萬美元，並在佛羅里達州退休。 他繼續在公司裡擔任director，但僅為設計做顧問。Clement M. Keys控制了公司，公司成為一個大型航空製造集團的核心。
Curtiss seaplanes在1923年及1925年连续两次比赛中贏得了Schneider Cup。1923年的比赛是由美国海军中校（Lieutenant）David Rittenhouse使用Curtiss C.R.3赢得的，速度为177.266英里每小時（285.282每小時）。
由美国陆军中校Cyrus K. Bettis駕駛的Curtiss R3C於1925年10月12日贏得了Pulitzer Trophy Race，時速達248.9英里每小時（400.6每小時）。13天以後, Jimmy Doolittle使用同一架飛機裝上浮筒後贏得了Schneider。Doolittle達到的最高時速是232.573英里每小時（374.290每小時）.

### 柯蒂斯-萊特公司
1929年7月5日柯蒂斯公司同莱特航空及其各自下属的11家子公司和并成为柯蒂斯-莱特公司。由柯蒂斯飛機與發動機公司最後提出的項目之一是一架極具野心的Curtiss-Bleecker SX-5-1 Helicopter。
第二次世界大战期间，柯蒂斯公司制造了逾3000架C-46型运输机，逾7000架SB2C型飞机，以及飞虎队使用的P-40型战斗机。

## 產品

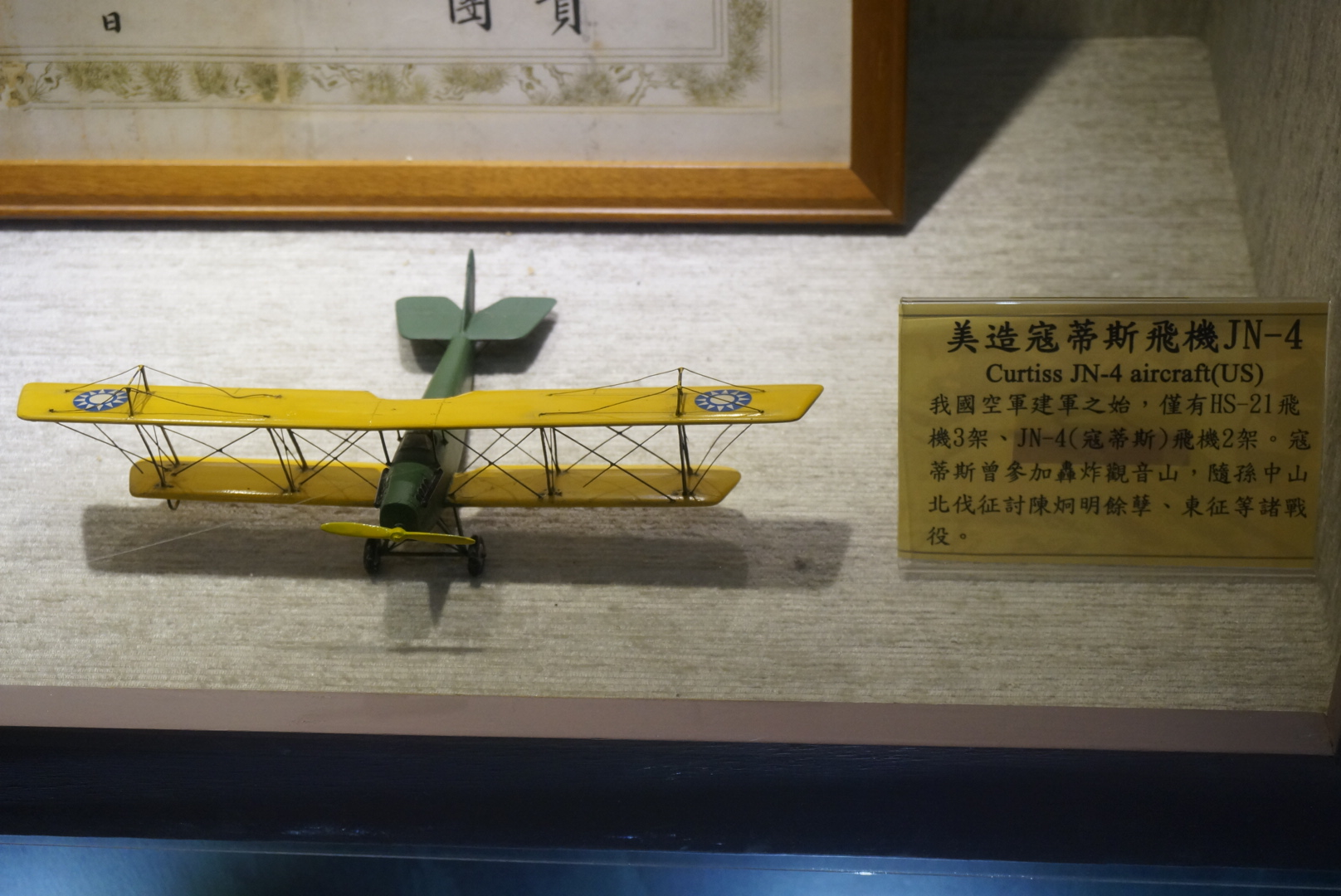
JN-4，該公司的產品之一

### 飛機
- Curtiss Carrier Pigeon
- Curtiss CT-1
- Curtiss Model D
- Curtiss HS
- Curtiss Hawk
- Curtiss J
- Curtiss Model N
- Curtiss JN-4 "Jenny"
- Curtiss Lark
- Curtiss K-12
- Curtiss Model H
- Curtiss Oriole
- Curtiss Robin
- Curtiss Tanager

### 航空引擎
- Curtiss C-6
- Curtiss D-12
- Curtiss OX-5
- Curtiss OXX
- Curtiss V-1570
- Curtiss V-2

### 引用
1. 1 2 3  Gunston 1993, p. 87.
2. ↑  Bell 2002, p. 87.
3. ↑  Mondey and Taylor 2000, p. 197.
4. ↑  Rosenberry 1972 p. 429
5. ↑  Studer 1937 p. 352
6. ↑  Curtiss R3C-2 （页面存档备份，存于） at the Smithsonian National Air and Space Museum. Retrieved: February 10, 2010.
7. ↑  "New Plane May Fly Straight Up In The Air." （页面存档备份，存于） Popular Science, September 1930.

## 外部連結
- The Curtiss Company: U.S. Centennial of Flight Commemoration
- History of the Aerospace Industry in Buffalo, NY （页面存档备份，存于）
- Curtiss Aeroplane and Motor Company, Virtual Aircraft Museum